# Escándalo por lavado de dinero de Nicolás Petro
El escándalo por lavado de dinero de Nicolás Petro inició cuando la exesposa de Nicolás Petro, Day Vásquez, aseguró a diferentes medios que Nicolás había recibido dinero ilegal calificado por ellos como dinero oscuro proveniente de personas que en el pasado habían sostenido vínculos con el narcotráfico. Vásquez aseguró que les pidió por el dinero diciendo que era para la campaña presidencial de su padre Gustavo Petro de 2022, pero finalmente esos recursos se los quedó él y ya tenía planes.
Posteriormente, la Fiscalía General de la Nación de Colombia abrió investigación disciplinaria contra Nicolás Petro por presunto lavado de dinero.

## Detención de Nicolás Petro
El 29 de julio se dictó orden de aprehensión contra Nicolás Petro y Day Vásquez, la detención se produjo en Barranquilla a las 6 a. m. donde Petro y Vásquez dieron sus versiones sobre el dinero de los ilícitos.

## Reacciones
El presidente Gustavo Petro reaccionó a través de su cuenta de Twitter en la que envió sus mejores deseos a su hijo: "Le deseo suerte y fuerza a mi hijo. Que estos hechos construyan su carácter y reflexione sobre sus errores".